# Guillem VI de Montferrat
Guillem VI de Montferrat, fou marquès de Montferrat del 1207 al 1225. Fou també pretendent al Regne de Tessalònica des del 1207. Va passar la major part de la seva vida complint amb les seves obligacions envers l'emperador del Sacre Imperi Romanogermànic. Va morir en territori grec intentant recuperar els territoris arrabassats al seu germanastre Demetri, pel dèspota de l'Epir, Teodor.

## En els conflictes entre güelfs i gibel·lins
Va ser fill primogènit del marquès Bonifaci I de Montferrat, que també fou rei de Tessalònica. La seva mare, Helena del Bosco era la primera esposa del seu pare. Va ser vassall de l'emperador Frederic I. Guillem VI va heretar el marquesat mentre que el seu germanastre, Demetri de Montferrat va heretar el regne. El Marquesat de Montferrat era un estat vassall del Sacre Imperi Romanogermànic i Guillem va participar de jove en les campanyes militars que el seu pare havia de donar suport a l'emperador, la majoria relacionades amb el conflicte entre güelfs i gibel·lins. Va estar en la batalla de Montiglio, en la qual els ciutadans d'Asti van ser derrotats el 1191. Entre el 1193 i el 1199 apareix al costat del seu pare en molts actes públics. El 12 e juny del 1199, li van encomanar la defensa d'Acqui Terme que era atacada per la gent d'Alessandria. El 27 d'octubre, va estar present en un lloc a prop de Saluggia on es va signar un pacte amb la ciutat de Vercelli.
Bonifaci I va marxar amb l'expedició de la Quarta Croada el 1203 i, d'acord amb les promeses fetes a Asti i Alessandria, va abdicar oficialment deixant el marquesat a Guillem. Immediatament Guillem es va girar contra Asti, que estava protegida per Milà. Els d'Asti havien estat tradicionalment rebels i estaven creixent en poder. A l'agost, amb el seu pare encara al seu costat, el marquesat havia format una aliança amb Alba i Alessandria, tots tres contra Asti. Aquesta aliança va ser de poc profit, ja que, a canvi, el marquesat va haver de fer moltes concessions i no van evitar que fossin derrotats en el camp de batalla. A l'abril del 1206 va obrir negociacions amb Asti. El tractat de pau era humiliant pels Montferrat, però es va acceptar per part de Guillem i els aliats. Guillem només va posar com a condició la ratificació del seu pare i els va prometre que faria tot el possible per aconseguir-la. El pare, però, va morir el setembre del 1207 lluitant contra els búlgars que atacaven el Regne de Tessalònica.
En la dieta reunida a Lodi, Guillem va abandonar Otó de Brunswick i es va posicionar a favor de Frederic II,tots dos pretendents al títol d'emperador. El 15 de juliol del 1212, estava a Gènova amb altres gibel·lins (els partidaris de Frederic II) esperant rebre el seu senyor. Guillem va ser l'encarregat de protegir el jove emperador en el seu camí des d'aquesta ciutat fins a Alemanya. El 1215, Guillem va participar en el concili del Laterà II on es va discutir la causa entre Frederic i Otó. Després va viatjar diverses vegades cap a Alemanya per fer de missatger de Frederic i, durant aquestes absències, els seus enemics van conspirar contra ell, però en van sortir reeixits en els intents per fer-se amb els seus dominis.

## Pretendent al tron de Tessalònica
A la mort del seu pare, el va succeir en el Regne de Tessalònica el seu germà Demetri que només era un nen. Els barons llombards del regne s'hi van oposar, liderats pel comte Oberto II de Biandrate, els quals van proposar com a rei un home amb experiència militar com Guillem. Guillem estava reticent a prendre-li el lloc al seu germanastre. Finalment l'emperador llatí, Enric I, del qual n'era vassall Tessalònica, va intervenir, va derrotar els rebels i Demetri fou coronat rei.
El 1210 el regne del seu germà va començar a ser atacat pel Despotat de l'Epir, un estat de religió ortodoxa i els membres de l'Església catòlica van provar de convèncer Guillem de la necessitat del seu trasllat cap a terres gregues. També el trobador Elias Cairel l'instava a marxar en el cant fúnebre "Pois chai la fuoilla del Garric". El 1216 va morir l'emperador llatí i Demetri va quedar sense cap suport. Guillem dubtava de marxar perquè era consciennt que no tenia un exèrcit prou gran per a defensar les antigues possessions gregues del seu pare. Honori III, el papa, li va suggerir que s'unís a un grup de croats que anaven cap a Egipte. Llavors va saber que Demetri havia abandonat el regne per l'atac de Teodor I de l'Epir.
Diverses vegades es va preparar per anar-se'n però llavors l'amenaça dels seus enemics al Piemont o les dificultats econòmiques, ja que havia de pagar sense el vassallatge al Sacre Imperi, el van fer enrere. El febrer del 1223 es va trobar amb Frederic a Càpua, Ferentino i Sora, els compromisos li feien ajornar el viatge una vegada i una altra. Finalment va aconseguir prou soldats i el 1225 va declarar la seva marxa imminent, però es va emmalaltir a l'últim moment. La seva flota va romandre al port de Bríndisi fins a la primavera del 1226 i llavors va salpar. L'endarreriment de la seva partida va donar temps als usurpadors de l'Epir a reforçar posicions. Guillem va morir a Halmirós el 17 de setembre, la resta del seu exèrcit va ser delmada per un brot de disenteria.

## Matrimoni i descendència
El 9 d'agost del 1202 Guillem es va casar amb Berta (1182–1224), filla del marquès Bonifaci de Clavesana, comte de Cortemiglia. Van tenir almenys tres fills:
- Bonifaci, que va heretar el marquesat.
- Beatriu, (ca. 1210–1274), senyora de Saint-Bonnet, que es va casar tres vegades:

- El 15 de novembre del 1219 amb Guigues VI de Viennois.

- El 1252 amb Guy II, senyor de Bauge

- Amb Pierre de la Roue.
- Alix (ca. 1215–1232), casada el maig del 1229 amb Enric de Lusignan, rei de Xipre.

Odó de Montferrat (mort el 1251), que va ser bisbe de Porto, i cardenal el 1227, podria haver estat fill de Guillem VI; tampoc és clar si va ser fill legítim o no.